# Stora Nöjevatten
Stora Nöjevatten är en sjö i Kungälvs kommun i Bohuslän och ingår i Göta älvs huvudavrinningsområde. Stora Nöjevatten ligger i Svartedalen Natura 2000-område. Sjön är 26 meter djup, har en yta på 0,059 kvadratkilometer och befinner sig 125,7 meter över havet.

## Bilder

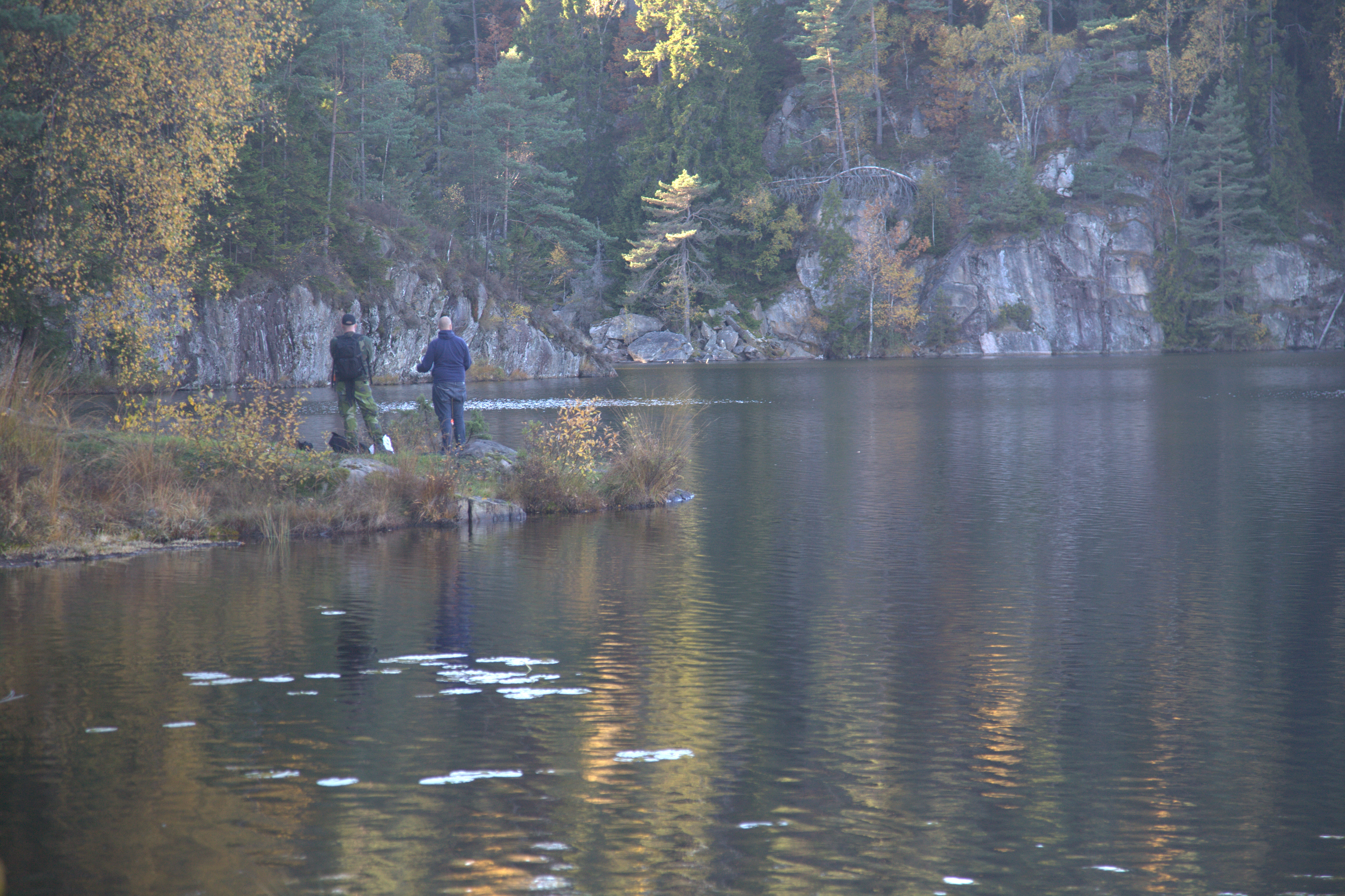
Fiskare vid sjön
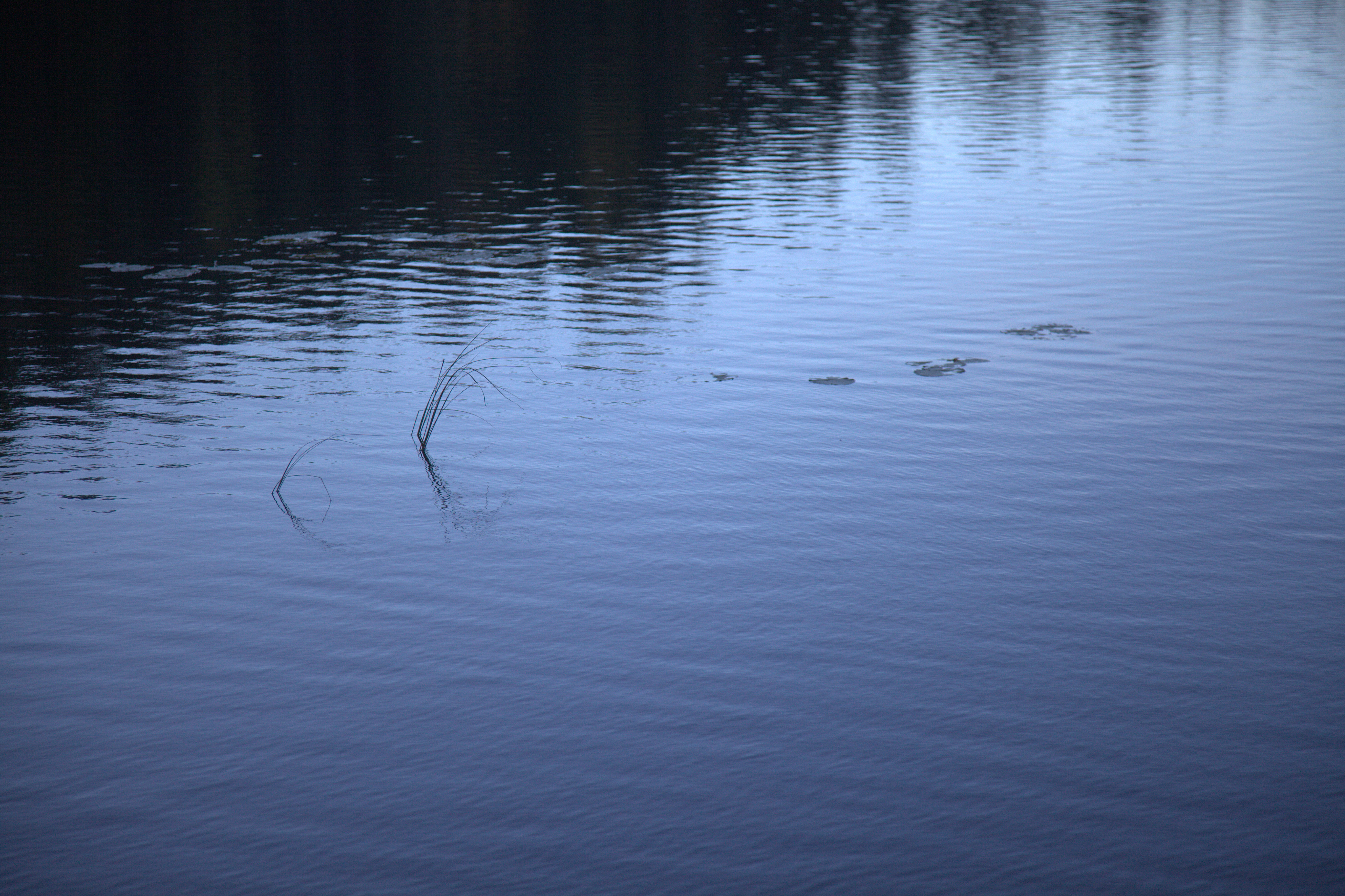
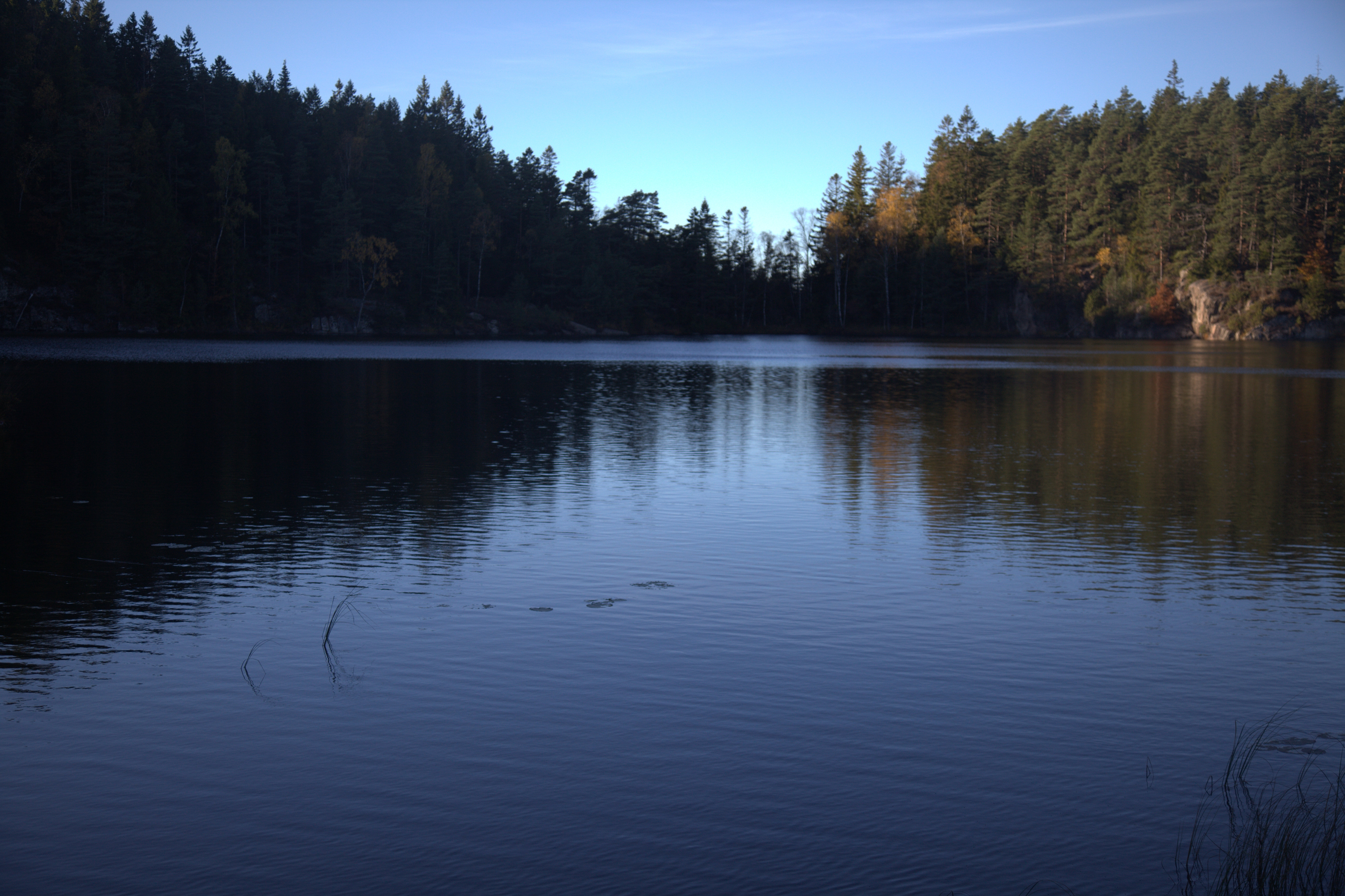
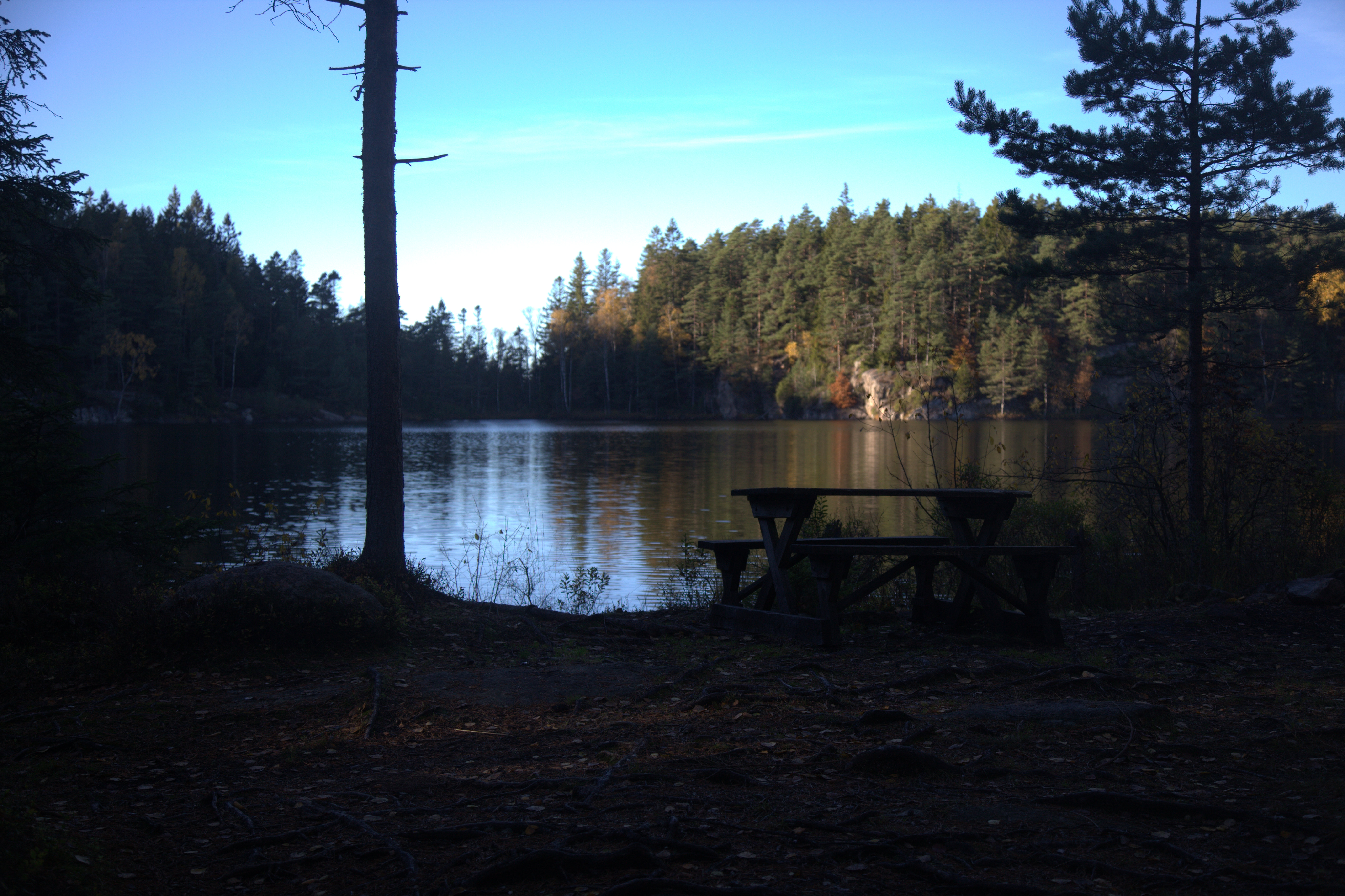
Rastplats vid sjöns östra sida
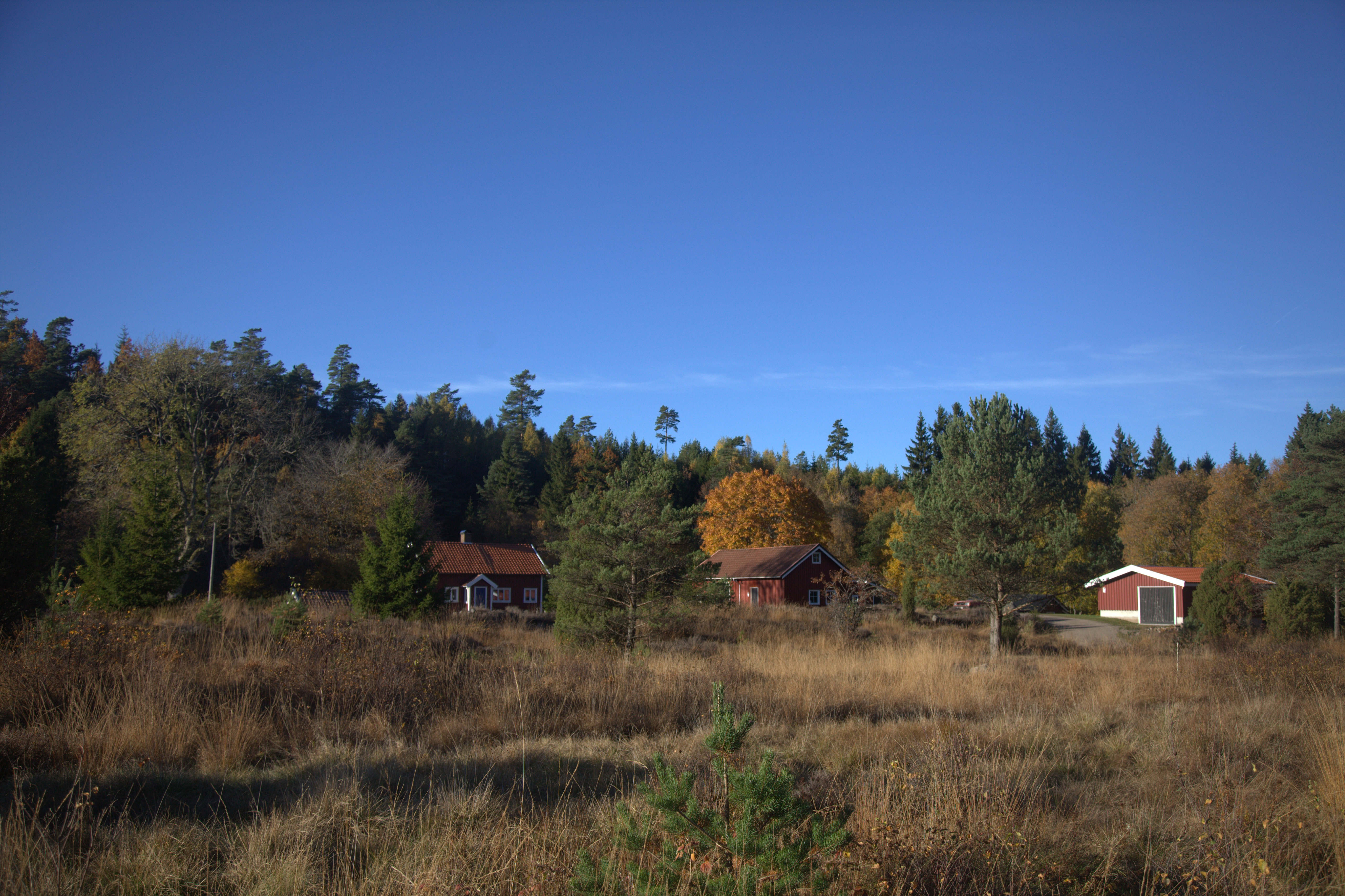
Vägen som ligger strax norr om sjön